# Marcelline Pauper
Marcelline Pauper (1663) è stata una mistica francese.
Fu una delle Suore della carità di Nevers. Chiese di ricevere le stigmate in riparazione di un sacrilegio commesso nella cappella del loro convento, e le ricevette il 26 aprile 1702.
La sua autobiografia fu pubblicata solamente nel 1871.